# دارصيني دون
الدارصيني الدون أو الدارصوص (بالإنجليزية: Pseudocinnamomum)‏ نوع نبات اسمه العلمي (Cinnamomum osmophloeum Kaneh)، وهو من جنس الدارصيني. يكثر الدارصيني الدون في تايوان.